# Glinka (Taborzec)
Glinka (niem. Friedrichswiese) – część wsi Taborzec w Polsce, położona w województwie warmińsko-mazurskim, w powiecie kętrzyńskim, w gminie Barciany. Wchodzi w skład sołectwa Barciany.
W latach 1975–1998 Glinka administracyjnie należała do województwa olsztyńskiego.